# David di Donatello 2009
La 54a edició dels premis David di Donatello, concedits per l'Acadèmia del Cinema Italià va tenir lloc el 14 de juny de 2009 a l'Auditorium Conciliazione Roma. La gala fou presentada per Paolo Conticini i transmesa per RaiSat en directe i en diferit per Rai Uno. Les candidatures es van fer públiques el 9 d’abril.

## Guanyadors

### Millor pel·lícula
- Gomorra, dirigida per Matteo Garrone
- Il divo, dirigida per Paolo Sorrentino
- Ex, dirigida per Fausto Brizzi
- Tutta la vita davanti, dirigida per Paolo Virzì
- Si può fare, dirigida per Giulio Manfredonia

### Millor director
- Matteo Garrone - Gomorra
- Pupi Avati - Il papà di Giovanna
- Paolo Sorrentino - Il divo
- Fausto Brizzi - Ex
- Giulio Manfredonia - Si può fare

### Millor director novell
- Gianni Di Gregorio - Pranzo di ferragosto
- Marco Amenta - La siciliana ribelle
- Umberto Carteni - Diverso da chi?
- Tony D'Angelo - Una notte
- Marco Pontecorvo - Pa-ra-da

### Millor argument
- Maurizio Braucci, Ugo Chiti, Gianni Di Gregorio, Matteo Garrone, Massimo Gaudioso e Roberto Saviano - Gomorra
- Paolo Sorrentino - Il divo
- Fausto Brizzi, Marco Martani, Massimiliano Bruno - Ex
- Fabio Bonifacci, Giulio Manfredonia - Si può fare
- Francesco Bruni, Paolo Virzì - Tutta la vita davanti

### Millor productor
- Domenico Procacci - Gomorra
- Augusto Allegra, Isabella Cocuzza, Giuliana Gamba, Arturo Paglia - Cover Boy - L'ultima rivoluzione
- Andrea Occhipinti, Nicola Giuliano, Francesca Cima, Maurizio Coppolecchia - Il divo
- Matteo Garrone - Pranzo di ferragosto
- Angelo Rizzoli - Si può fare

### Millor actriu
- Alba Rohrwacher - Il papà di Giovanna
- Donatella Finocchiaro - Galantuomini
- Claudia Gerini - Diverso da chi?
- Valeria Golino - Giulia non esce la sera
- Ilaria Occhini - Mar nero

### Millor actor
- Toni Servillo - Il divo
- Luca Argentero - Diverso da chi?
- Claudio Bisio - Si può fare
- Valerio Mastandrea - Non pensarci
- Silvio Orlando - Il papà di Giovanna

### Millor actriu no protagonista
- Piera Degli Esposti - Il divo
- Sabrina Ferilli - Tutta la vita davanti
- Maria Nazionale - Gomorra
- Micaela Ramazzotti - Tutta la vita davanti
- Carla Signoris - Ex

### Millor actor no protagonista
- Giuseppe Battiston - Non pensarci
- Claudio Bisio - Ex
- Carlo Buccirosso - Il divo
- Luca Lionello - Cover Boy - L'ultima rivoluzione
- Filippo Nigro - Diverso da chi?

### Millor músic
- Teho Teardo - Il divo
- Bruno Zambrini - Ex
- Baustelle - Giulia non esce la sera
- Paolo Buonvino - Italians
- Pivio e Aldo De Scalzi - Si può fare

### Millor cançó original
- Herculaneum de Robert Del Naja e Neil Davidge - Gomorra
- Il cielo ha una porta sola de Biagio Antonacci - Ex
- Piangi Roma - dels Baustelle feat. Valeria Golino - Giulia non esce la sera
- Per fare a meno di te de Giorgia, Fabrizio Campanelli - Solo un padre
- Senza farsi male de Carmen Consoli - L'uomo che ama

### Millor fotografia
- Luca Bigazzi - Il divo
- Arnaldo Catinari - I demoni di San Pietroburgo
- Marco Onorato - Gomorra
- Italo Petriccione - Come Dio comanda
- Vittorio Storaro - Caravaggio

### Millor escenografia
- Francesco Frigeri - I demoni di San Pietroburgo
- Giancarlo Basili - Sanguepazzo
- Paolo Bonfini - Gomorra
- Giantito Burchiellaro - Caravaggio
- Lino Fiorito - Il divo

### Millor vestuari
- Elisabetta Montaldo - I demoni di San Pietroburgo
- Alessandra Cardini - Gomorra
- Mario Carlini i Francesco Crivellini - Il papà di Giovanna
- Daniela Ciancio - Il divo
- Lia Morandini - Caravaggio

### Millor maquillatge
- Vittorio Sodano - Il divo
- Alessandro Bertolazzi - Caravaggio
- Enrico Iacoponi - Sanguepazzo
- Vincenzo Mastrantonio - Due partite
- Luigi Rocchetti - I demoni di San Pietroburgo

### Millor perruqueria
- Aldo Signoretti - Il divo
- Enzo Cera - Caravaggio
- Maria Teresa Corridoni - Sanguepazzo
- Mirella Ginnoto - I demoni di San Pietroburgo
- Ferdinando Merolla - Due partite

### Millor muntatge
- Marco Spoletini - Gomorra
- Esmeralda Calabria - Giulia non esce la sera
- Luciana Pandolfelli - Ex
- Cristiano Travaglioli - Il divo
- Cecilia Zanuso - Si può fare

### Millor enginyer de so directe
- Maricetta Lombardo - Gomorra
- Emanuele Cecere - Il divo
- Marco Fiumara - Ex
- Gaetano Carito, Marco Grillo, Bruno Pupparo - Italians
- Bruno Pupparo - Si può fare

### Millors efectes especials visuals
- Nicola Sganca, Rodolfo Migliari per Vision - Il divo
- EDI Effetti Digitali Italiani - Come Dio comanda
- Frame by Frame - I demoni di San Pietroburgo
- Giuseppe Squillaci - Italians
- Proxima - Tutta la vita davanti

### Millor documental
- Rata nece biti (La guerra non ci sarà), dirigida per Daniele Gaglianone
- 211: Anna, dirigida per Giovanna Massimetti i Paolo Serbandini
- Come un uomo sulla terra, dirigida per Andrea Segre, Dagmawi Yimer, en col·laboració amb Riccardo Biadene
- Diario di un curato di montagna, dirigida per Stefano Saverioni
- Non tacere, dirigida per Fabio Grimaldi

### Millor curtmetratge
- L'arbitro, dirigida per Paolo Zucca
- L'amore è un gioco, dirigida per Andrea Rovetta
- Bisesto, dirigida per Giovanni Esposito i Francesco Prisco
- Cicatrici, dirigida per Eros Achiardi
- La Madonna della frutta, dirigida per Paolo Randi

### Millor pel·lícula de la Unió Europea
- Slumdog Millionaire, dirigida per Danny Boyle
- Entre les murs, dirigida per Laurent Cantet
- Etz Limon, dirigida per Eran Riklis
- El lector (The Reader), dirigida per Stephen Daldry
- Vals Im Bashir, dirigida per Ari Folman

### Millor pel·lícula estrangera
- Gran Torino (Gran Torino), dirigida per Clint Eastwood
- Milk (Milk), dirigida per Gus Van Sant
- The Visitor, dirigida per Tom McCarthy
- El lluitador (The Wrestler), dirigida per Darren Aronofsky
- WALL·E, dirigida per Andrew Stanton

### Premi David Jove
- Si può fare, dirigida per Giulio Manfredonia
- Ex, dirigida per Fausto Brizzi
- Pa-ra-da, dirigida per Marco Pontecorvo
- La siciliana ribelle, dirigida per Marco Amenta
- Solo un padre, dirigida per Luca Lucini

### David especial
- Christian De Sica, per 25 anys d'èxit amb les pel·lícules de Nadal
- Paolo Villaggio, a la carrera
- Virna Lisi, a la carrera
- Fulvio Lucisano, a la carrera